# Jenő (nome)
Jenő  è un nome proprio di persona ungherese maschile.

## Varianti
- Ipocoristici: Jenci[1]

## Origine e diffusione
Anche se dal XIX secolo viene utilizzato come forma ungherese di Eugenio, l'origine di Jenő è più antica; riprende infatti il nome di un'antica tribù ungherese. 

## Onomastico
Data l'associazione con Eugenio, l'onomastico può essere festeggiato il suo stesso giorno.

## Persone
- Jenő Brandi, pallanuotista ungherese
- Jenő Buzánszky, allenatore di calcio e calciatore ungherese
- Jenő Erdélyi, schermidore ungherese
- Jenő Fock, politico ungherese
- Jenő Fuchs, schermidore ungherese
- Jenő Hámori, schermidore ungherese naturalizzato statunitense
- Jenő Jandó, pianista ungherese
- Jenő Kamuti, schermidore ungherese
- Jenő Konrád, allenatore di calcio e calciatore ungherese
- Jenő Károly, calciatore e allenatore di calcio ungherese
- Jenő Pap, schermidore ungherese
- Jenő Uhlyárik, schermidore ungherese
- Jenő Vincze, calciatore e allenatore di calcio ungherese
- Jenő Vinyei, calciatore ungherese